# Fjällheden
Fjällheden är ett naturreservat i Lycksele kommun i Västerbottens län.
Området är naturskyddat sedan 1997 och är 10 hektar stort. Reservatet består av gammal granskog på en sluttning och knotiga tallar på myrmark.